# Jagodna (Pogórze Śląskie)
Jagodna (406 m n.p.m., czes. Jahodná) – wzgórze w zachodniej części Pogórza Śląskiego na terenie Czech.
Jagodna wznosi się na terenie Trzyńca, ok. 1,5 km na wschód od jego centrum, górując nad jego dzielnicą, Dolną Leszną. Wzgórze jest częściowo zalesione, częściowo porośnięte roślinnością krzaczastą. Na stoku duża polana. Na przełomie XVIII i XIX w. miało tu miejsce wydobycie rud żelaza dla huty w Ustroniu. Obecnie obszar o charakterze parku leśnego, na którym wyznaczono dydaktyczną ścieżkę przyrodniczą propagującą wiedzę o współczesnych problemach ochrony przyrody. Długość ścieżki wynosi ok. 3 km, ma ona 16 przystanków z tablicami informacyjnymi; oznakowanie: czworokątne znaki biało-zielone; początek ścieżki znajduje się koło przystanku autobusów miejskich Třinec nemocnice (Trzyniec szpital).